# محمد صالح (بازیکن فوتبال، زاده ۱۹۹۳)
محمد صالح (عربی: محمد نعمان عبد الفتاح صالح؛ زادهٔ ۱۸ ژوئیهٔ ۱۹۹۳) بازیکن فوتبال اهل دولت فلسطین است.
وی همچنین در تیم ملی فوتبال فلسطین بازی کرده‌است.